# Ларин, Виктор Лаврентьевич
Ви́ктор Лавре́нтьевич Ла́рин (род. 15 августа 1952, Владивосток) — советский и российский историк-востоковед. Доктор исторических наук, профессор. академик РАН (2019). Заместитель председателя Дальневосточного отделения РАН, руководитель центра азиатско-тихоокеанских исследований Института истории, археологии и этнографии народов Дальнего Востока ДВО РАН, профессор Восточного института — Школы региональных и международных исследований Дальневосточного федерального университета.
Директор Института истории, археологии и этнографии народов Дальнего Востока ДВО РАН (1991—2017), председатель Общественной палаты Приморского края (2014—2017).

## Биография
Виктор Ларин родился в 1952 году во Владивостоке. В 1974 году он окончил восточный факультет Дальневосточного государственного университета (ныне Дальневосточный федеральный университет) по специальности «Страноведение» с квалификацией «востоковед-историк, референт-переводчик китайского языка». Решение стать востоковедом было принято спонтанно. В последнем классе Виктор готовился к поступлению в Дальневосточный политехнический институт, но после смерти отца поддался уговорам приятеля о поступлении на отделение японской филологии. Ларин не получил достаточно проходных баллов, однако матери удалось договориться о зачислении его вольнослушателем на факультет китайского страноведения.
После окончания учёбы В. Л. Ларин остался в альма-матер, начав карьеру с должности ассистент кафедры китайской филологии (1974—1981), с 1981 по 1983 год он проработал старшим преподавателем кафедры истории и литературы стран Дальнего Востока, с в 1983 по 1986 год — доцентом кафедры страноведения. В 1986 году был избран деканом восточного факультета, с 1991 года стал заниматься лишь профессорской деятельностью на кафедре страноведения.
В 1994 году присвоено ученое звание профессора.
Параллельно В. Л. Ларин обучался в годичной аспирантуре на восточном факультете Ленинградского государственного университета (1980), годом позже защитил кандидатскую диссертацию по теме «Повстанческое движение в провинциях Юньнань и Гуйчжоу в 50-70-х годах XIX в. (основные проблемы)» по специальности «Всеобщая история» в Ленинградском государственном педагогическом институте им. Герцена. В 1990 году последовала докторская диссертация по теме «Юго-Западный Китай во второй половине XVII—70-х годах XIX в. (проблемы региональной истории)» по специальности «Всеобщая история» в Ленинградском государственном университете.
В 1994—2000 годах В. Л. Ларин являлся профессором Владивостокского государственного университета экономики и сервиса, в 2002—2011 годах — заведующим кафедрой внешней политики и международных связей в Восточной Азии в ДВГУ, с сентября 2011 года — профессор кафедры Тихоокеанской Азии Восточного института — Школы региональных и международных исследований Дальневосточного федерального университета.
В 2014—2017 годах — председатель Общественной палаты Приморского края.
В 2015 году ему вручена Почетная грамота МИД Японии за вклад в развитие японо-российских отношений.
28 октября 2016 года избран членом-корреспондентом РАН по Отделению глобальных проблем и международных отношений.
В 2019 году В. Л. Ларину вручили Орден Восходящего солнца от Правительства Японии.
С 2019 года — заместитель председателя Дальневосточного отделения Российской академии наук.
15 ноября 2019 года избран академиком РАН по Отделению глобальных проблем и международных отношений.
В. Л. Ларин проходил научные стажировки в Сингапурском (1975—1976) и Фуданьском университетах (Шанхай, КНР, 1984—1985), трехмесячную стажировку в Токийском Институте международных отношений при МИД Японии (2001—2002) и Японском научном фонде (2008).